# Задача о клике
Задача о клике относится к классу NP-полных задач в области теории графов. Впервые она была сформулирована в 1972 году Ричардом Карпом.
Кликой в неориентированном графе называется подмножество вершин, каждые две из которых соединены ребром графа. Иными словами, это полный подграф первоначального графа. Размер клики определяется как число вершин в ней. Задача о клике существует в двух вариантах: в задаче распознавания требуется определить, существует ли в заданном графе G клика размера k, в то время как в вычислительном варианте требуется найти в заданном графе G клику максимального размера.

## NP-полнота
NP-полнота задачи о клике следует из NP-полноты задачи о независимом множестве вершин.
Легко показать, что необходимым и достаточным условием для существования клики размера k является наличие независимого множества размера не менее k в дополнении графа. Это очевидно, поскольку полнота подграфа означает, что его дополнение не содержит ни одного ребра.
Другое доказательство NP-полноты можно найти в книге «Алгоритмы: построение и анализ».

## Алгоритмы
Как и для других NP-полных задач, эффективного алгоритма для поиска клики заданного размера на данный момент не найдено. Полный перебор всех возможных подграфов размера k с проверкой того, является ли хотя бы один из них полным, — неэффективен, поскольку полное число таких подграфов в графе с v вершинами равно биномиальному коэффициенту {\displaystyle {v \choose k}={\frac {v!}{k!(v-k)!}}.}
Другой алгоритм работает так: две клики размера n и m «склеиваются» в большую клику размера n+m, причём кликой размера 1 полагается отдельная вершина графа. Алгоритм завершается, как только ни одного слияния больше произвести нельзя. Время работы данного алгоритма линейно, однако он является эвристическим, поскольку не всегда приводит к нахождению клики максимального размера. В качестве примера неудачного завершения можно привести случай, когда вершины, принадлежащие максимальной клике, оказываются разделены и находятся в кликах меньшего размера, причём последние уже не могут быть «склеены» между собой.
Доказано, что, при условии неравенства классов P и NP, не существует полиномиального аппроксимационного алгоритма с абсолютной ошибкой равной произвольному {\displaystyle k\in \mathbb {N} }. Рассмотрим граф {\displaystyle G} и {\displaystyle G^{k}=G\times C_{k}} - прямое произведение графа {\displaystyle G} и клики {\displaystyle C_{k}} размера {\displaystyle k}. Очевидно, что кликовое число графа {\displaystyle G^{k}} будет равно {\displaystyle \omega (G^{k})=\omega (G)\cdot k}. Предположим, что существует аппроксимационный алгоритм {\displaystyle A} с абсолютной ошибкой равной {\displaystyle k\in \mathbb {N} }. Тогда подадим на вход {\displaystyle A} граф {\displaystyle G^{k+1}} и при условии {\displaystyle OPT\leqslant A(I)+k} получим {\displaystyle \omega (G^{k+1})-A(G^{k+1})=(k+1)\cdot \omega (G)-A(G^{k+1})\leqslant k}. Пусть {\displaystyle C_{i}} - клики графов вида {\displaystyle G^{i}}, где {\displaystyle 1\leqslant i\leqslant k+1}. Заметим справедливость неравенства {\displaystyle C_{i}\leqslant \omega (G)} и подставим его в вышеописанное неравенство следующим образом: {\displaystyle (k+1)\cdot \omega (G)-\sum _{i=1}^{k+1}|C_{i}|\leqslant k}. После преобразования получим {\displaystyle \sum _{i=1}^{k+1}\omega (G)-|C_{i}|\leqslant k}, а значит, существует {\displaystyle i} такое, что {\displaystyle C_{i}=\omega (G)} и, следовательно, задача о клике разрешима за полиномиальное время, что противоречит условию о неравенстве классов P и NP.